# Waterloo (film, 1929)
Pour les articles homonymes, voir Waterloo (homonymie).
Pour plus de détails, voir Fiche technique et Distribution.
Waterloo est un film allemand réalisé par Karl Grune, sorti en 1929.

## Synopsis
Le film revient sur la victoire des forces alliées sur Napoléon lors de la bataille de Waterloo en 1815.

## Fiche technique
- Titre français : Waterloo
- Réalisation : Karl Grune
- Scénario : Bobby E. Lüthge et Max Ferner
- Pays d'origine : Allemagne
- Format : Noir et blanc - 1,33:1 - Film muet
- Genre : drame
- Durée : 120 minutes
- Date de sortie : 1929

## Distribution
- Charles Willy Kayser : Frédéric-Guillaume III de Prusse
- Charles Vanel : Napoleon
- Otto Gebühr : Gebhard Leberecht von Blücher
- Auguste Prasch-Grevenberg : Mme Blücher
- Friedrich Ulmer : August Neidhardt von Gneisenau
- Georg Henrich : Karl August von Hardenberg
- Karl Graumann : Klemens Wenzel von Metternich
- Humberston Wright : Arthur Wellesley
- Carl de Vogt : Michel Ney
- Helmuth Renar : Talleyrand
- Vera Malinovskaya : Gräfin Tarnowska